# Bantan (Membalong)
Bantan is een bestuurslaag in het regentschap Belitung van de provincie Bangka-Belitung, Indonesië. Bantan telt 2166 inwoners (volkstelling 2010).